# 田口町 (前橋市)
田口町（たぐちまち）は、群馬県前橋市の地名。郵便番号は371-0048。2013年現在の面積は2.09km2。

## 地理
国道291号が町の中央を縦貫し、広瀬川が西部を縦貫する、前橋市と渋川市・北群馬郡吉岡町に接する利根川左岸の前橋市北西辺の地域。
町の南西部は低地となっており標高150メートル未満の場所が多いが、北東部は丘陵地帯となっており橘山周辺では標高200メートルを越える。

### 隣接地区
北は渋川市北橘町下箱田（旧・勢多郡北橘村下箱田）と富士見町米野（旧・勢多郡富士見村米野）に、西は利根川を挟み北群馬郡吉岡町漆原に、南は関根町に、東は富士見町横室（旧・勢多郡富士見村横室）に接する。

### 山岳
- 橘山
- 八幡山
- 片石山

### 河川
- 利根川
- 広瀬川
- 桃ノ木川
- 法華沢川
- 中沢川
- 大正用水

### 湖沼
- 中子沼

## 歴史
江戸時代頃からある地名であり、前橋藩領だった。

### 年表
- 1889年（明治22年） - 町村制施行により、上小出村、下小出村、北代田村、下細井村、上細井村、龍造寺村、青柳村、日輪寺村、川端村、荒牧村、川原島新田、関根村、田口村の13か村が合併し、南勢多郡南橘村が成立する。
- 1896年（明治29年） - 郡統合により、勢多郡に属する。
- 1954年（昭和29年） - 9月1日に勢多郡南橘村が前橋市に編入され、同市田口町となる。

## 世帯数と人口
2017年（平成29年）8月31日現在の世帯数と人口は以下の通りである。
| 町丁   | 世帯数  | 人口    |
| ------ | ------- | ------- |
| 田口町 | 858世帯 | 1,956人 |

## 小・中学校の学区
市立小・中学校に通う場合、学区は以下の通りとなる。
| 番地                   | 小学校             | 中学校             |
| ---------------------- | ------------------ | ------------------ |
| 一部（国道17号線以東） | 前橋市立桃川小学校 | 前橋市立南橘中学校 |
| 一部（国道17号線以西） | 前橋市立荒牧小学校 | 前橋市立南橘中学校 |

## 交通

### 鉄道
同町に鉄道駅はない。

### バス
関越交通が、前橋駅～渋川駅の間にバス路線を開業させており、町内の国道291号上にバス停が設置されている。

### 道路
- 国道17号（本線、上武道路）
- 国道291号
- 群馬県道101号四ツ塚原之郷前橋線
- 国体道路

## 施設
- 上武呼吸器科内科病院
- 橘山自然こどもの国
- 田口発電所
- 日本カーリット広桃発電所
- 群馬県消防学校
- 前橋市水道局田口浄水場
- 宝林寺
- 政淳寺
- 橘神社
- 田口県営住宅
- 田口町公民館
- 道の駅まえばし赤城